# Sol Lesser
Sol Lesser (ur. 17 lutego 1890, zm. 19 września 1980) – amerykański producent filmowy.

## Filmografia
- 1922: Bing Bang Boom
- 1924: When a Man's a Man
- 1930: Samotny jeździec
- 1934: Powrót Chandu
- 1939: Droga na południe
- 1945: Tarzan i Amazonki
- 1953: Tarzan and the She-Devil
- 1958: Tarzan and the Trappers

## Wyróżnienia
Posiada swoją gwiazdę na Hollywoodzkiej Alei Gwiazd.